# Melidectes rufocrissalis
El mielero cejiamarillo (Melidectes rufocrissalis) es una especie de ave paseriforme de la familia Meliphagidae endémica de Nueva Guinea.

## Taxonomía
Fue descrito científicamente por el ornitólogo alemán Anton Reichenow en 1915 como Melirrhophetes rufocrissalis. El epíteto específico rufocrissalis deriva de las palabras latinas rufus que significa «rojo o rojizo» y crissalis «para cloaca o las coberteras inferiores de la cola» (de crissare que significa copular).

### Subespecies
Se reconocen tres subespecies:
- M. r. rufocrissalis (Reichenow, 1915) – en la zona central de Nueva Guinea;
- M. r. thomasi Diamond, 1969 – en las laderas sureñas de las tierras altas del este de Nueva Guinea;
- M. r. stresemanni Mayr, 1931	– en las montañas Herzog.